# Troy Pina
Troy Pina, född 4 februari 1999, är en kapverdiansk simmare.
Vid olympiska sommarspelen 2020 i Tokyo slutade Pina på 58:e plats på 50 meter frisim och blev utslagen i försöksheatet. Även hans syster, Jayla Pina, tävlade i OS 2020.